# Srbský fotbalový pohár
Srbský fotbalový pohár (srbsky Kup Srbije u fudbalu, srbskou cyrilicí Куп Србије у фудбалу) je pohárová vyřazovací soutěž v srbském fotbale. V letech 2006–2010 nesla oficiální název Lav Kup Srbije podle sponzora.
Pořádá se od roku 2006 (po rozpadu soustátí Srbsko a Černá Hora), prvním vítězem se v sezóně 2006/07 stal klub Crvena zvezda Bělehrad.

## Přehled finálových zápasů
Zdroj:
| Sezóna  | Vítěz                  | Výsledek          | Finalista              |
| ------- | ---------------------- | ----------------- | ---------------------- |
| 2006/07 | Crvena zvezda Bělehrad | 2 – 0             | FK Vojvodina Novi Sad  |
| 2007/08 | Partizan Bělehrad      | 3 – 0             | FK Zemun               |
| 2008/09 | Partizan Bělehrad      | 3 – 0             | FK Sevojno             |
| 2009/10 | Crvena zvezda Bělehrad | 3 – 0             | FK Vojvodina Novi Sad  |
| 2010/11 | Partizan Bělehrad      | 2 – 1 (nedohráno) | FK Vojvodina Novi Sad  |
| 2011/12 | Crvena zvezda Bělehrad | 2 – 0             | FK Borac Čačak         |
| 2012/13 | FK Jagodina            | 1 – 0             | FK Vojvodina Novi Sad  |
| 2013/14 | FK Vojvodina Novi Sad  | 2 – 0             | FK Jagodina            |
| 2014/15 | FK Čukarički           | 1 – 0             | Partizan Bělehrad      |
| 2015/16 | Partizan Bělehrad      | 2 – 0             | FK Javor Ivanjica      |
| 2016/17 | Partizan Bělehrad      | 1 – 0             | Crvena zvezda Bělehrad |
| 2017/18 | Partizan Bělehrad      | 2 – 1             | FK Mladost Lučani      |
| 2018/19 | Partizan Bělehrad      | 1 – 0             | Crvena zvezda Bělehrad |
| 2019/20 | FK Vojvodina Novi Sad  | 2 – 2 (4–2 pen.)  | Partizan Bělehrad      |
| 2020/21 | Crvena zvezda Bělehrad | 0 – 0 (4–3 pen.)  | Partizan Bělehrad      |
| 2021/22 | Crvena zvezda Bělehrad | 2 – 0             | Partizan Bělehrad      |
| 2022/23 | Crvena zvezda Bělehrad | 2 – 1             | FK Čukarički           |
| 2023/24 | Crvena zvezda Bělehrad | 2 – 1             | FK Vojvodina Novi Sad  |